# Зелена (заказник)
Зелена — ландшафтний заказник місцевого значення.
Розташований на території Очеретнянської сільської ради Погребищенського району Вінницької області між селами Довжок та Очеретня у долині річки Роська біля її витоків. Оголошений, відповідно до Рішення 27 сесії Вінницької обласної Ради 7 скликання № 560 від 201.12.2017 р.
За фізико-географічним районуванням (1968) територія належить до Самгородоцько-Липовецького району Північної лісостепової області Придніпровської височини Дністровсько-дніпровської лісостепової провінції лісостепової зони. В тектонічному плані територія належить до Українського кристалічного щита. По схилах річок граніти чуднів-бердичівського типу виходять на денну поверхню. На тріщинуватих гранітах та граніто-гнейсах залягають продукти вивітрювання – дресва та каоліни. Антропогенні відклади представлені валунними суглинками, водно-льодовиковими та алювіальними пісками світло-жовтого та світло-сірого кольору  з прошарками суглинків та лесовидними суглинками.
В орографічному плані ця територія є полого-хвилястою підвищеною рівниною. Абсолютні висоти якої коливаються від 230 до 320 метрів. Вона є вододілом басейнів Дніпра та Південного Бугу. Ландшафтно-типологічна структура території в цілому характеризується переважанням північно-лісостепових видів ландшафтів.
З геоморфологічної точки зору район є хвилястою лесовою рівниною, яка поєднується з долинно-балковими місцевостями.
Клімат помірно-континентальний. Середня температура січня становить – 5,30С, липня - +18,30С, середня річна +6,90С. Річна кількість опадів становить 550-600 мм. Безморозний період триває 165-170 днів.
У ґрунтовому покриві переважають чорноземи глибокі, малогумусні.
На берегах струмка зростає очерет звичайний, у заплаві зростає лучна рослинність: іван-чай вузьколистий, осока, звіробій, конюшина лучна, цикорій звичайний, мати-й-мачуха, пирій повзучий, деревій звичайний, кульбаба, спориш звичайний. З дерев зростають верба, осика.
Тваринний світ проєктованого заказника багатий та різноманітний. Земноводні представлені тритоном звичайним, кумкою звичайною, часничницею звичайною, ропухою звичайною, квакшею звичайною. Жабою трав’яною. З плазунів зустрічаються ящірка прудка та вуж звичайний.
На описуваній території зустрічаються такі види птахів: чепура велика, чапля сіра, лелека білий, лунь очеретяний, яструб великий, яструб малий, зимняк, канюк звичайний, підсоколик великий, боривітер звичайний, перепілка, припутень, горлиця звичайна, зозуля, сова сіра, серпокрилець чорний, одуд, крутиголовка, дятел звичайний, дятел малий, ластівка сільська, посмітюха, жайворонок польовий, плиска жовта, плиска біла, сорокопуд терновий, вивільга, шпак звичайний, сойка, сорока, крук, волове очко, кобилочка солов’їна, очеретянка велика, кропив’янка чорноголова, кропив’янка сіра, вівчарик-ковалик, трав’янка лучна, трав’янка чорноголова, вільшанка, соловейко східний, чикотень, дрізд чорний, дрізд співочий,  гаїчка болотяна, синиця блакитна, синиця велика, горобець польовий, зяблик, зеленяк, чиж,  щиглик, просянка, вівсянка звичайна, вівсянка очеретяна.
Ссавці представлені наступними видами: їжак білочеревий, мідиця звичайна, мідиця мала, кріт європейський, підковик малий, нічниця водяна, пергач пізній, заєць сірий, нориця руда, полівка польова, мишак лісовий, мишак жовтогорлий, миша польова, миша хатня, пацюк мандрівний, лисиця звичайна, тхір ласиця, свиня лісова, сарна європейська.